# Калегіно
Кале́гіно (рос. Калегино, башк. Калегин) — присілок у складі Калтасинського району Башкортостану, Росія. Адміністративний центр Калегінської сільської ради.
Населення — 311 осіб (2010; 330 у 2002).
Національний склад:
- марійці — 47 %
- росіяни — 46 %